# Distrito senatorial de Ponce V

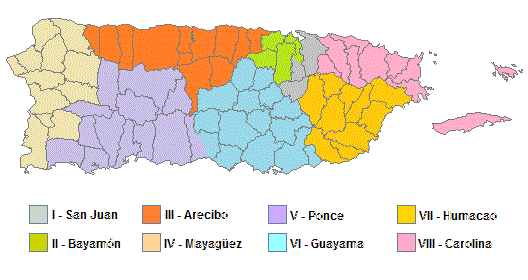
Mapa de los distritos senatoriales de Puerto Rico

El Distrito Senatorial Ponce V es uno de los ocho distritos senatoriales de Puerto Rico. Es actualmente representado por Marially González Huertas y Ramón Ruiz Nieves del Partido Popular Democrático.

## Perfil del distrito
En distribuciones anteriores, el territorio cubierto por el Distrito ha sido diferente. En 1972, el Distrito no incluía el municipio de Jayuya, el cual fue anexionado durante la redistribución de 1983. También, en 1972 y 1983 el Distrito no incluía los municipios de Lajas, Maricao o Juana Díaz. Aun así, en la redistribución de 1991, ambos Lajas y Maricao fueron asignados al distrito.
El distrito no sufrió cambios en la redistribución de 2002, pero algunas regiones de Juana Díaz fueron añadidas en la redistribución de 2011. Para la redistribución del 2022, el distrito ganó los municipios de Ciales y Las Marías de los distritos de Arecibo y Mayagüez respectivamente.

## Senadores
| Elección | Senador | Senador                   | Partido                     | Senador | Senador                | Partido                     |
| -------- | ------- | ------------------------- | --------------------------- | ------- | ---------------------- | --------------------------- |
| 1992     |         | Eddie Zavala Vázquez      | Partido Nuevo Progresista   |         | Dennis Vélez Barlucea  | Partido Nuevo Progresista   |
| 1996     |         | Modesto Agosto Alicea     | Partido Popular Democrático |         | Bruno A. Ramos Olivera | Partido Popular Democrático |
| 2000     |         | Modesto Agosto Alicea     | Partido Popular Democrático |         | Bruno A. Ramos Olivera | Partido Popular Democrático |
| 2004     |         | Modesto Agosto Alicea     | Partido Popular Democrático |         | Bruno A. Ramos Olivera | Partido Popular Democrático |
| 2008     |         | Larry Seilhamer Rodríguez | Partido Nuevo Progresista   |         | Luis Berdiel Rivera    | Partido Nuevo Progresista   |
| 2012     |         | Martín Vargas Morales     | Partido Popular Democrático |         | Ramón Ruiz Nieves      | Partido Popular Democrático |
| 2016     |         | Nelson Cruz               | Partido Nuevo Progresista   |         | Luis Berdiel Rivera    | Partido Nuevo Progresista   |
| 2020     |         | Marially González Huertas | Partido Popular Democrático |         | Ramón Ruiz Nieves      | Partido Popular Democrático |
| 2024     |         | Marially González Huertas | Partido Popular Democrático |         | Ramón Ruiz Nieves      | Partido Popular Democrático |

## Resultados Electorales
|  | 20.30 % |

|  | 18.36 % |

|  | 17.75 % |

|  | 17.02 % |

|  | 5.62 % |

|  | 5.07 % |

|  | 5.03 % |

|  | 4.14 % |

|  | 3.50 % |

|  | 3.22 % |

|  | 100 % |

|  | 25.36 % |

|  | 24.69 % |

|  | 22.60 % |

|  | 21.55 % |

|  | 2.58 % |

|  | 2.29 % |

|  | 0.92 % |

|  | 100 % |

|  | 24.43 % |

|  | 24.20 % |

|  | 24.06 % |

|  | 24.00 % |

|  | 1.38 % |

|  | 1.33 % |

|  | 0.59 % |

|  | 100 % |